# Oreopanax farallonensis
Oreopanax farallonensis är en araliaväxtart som beskrevs av José Cuatrecasas. Oreopanax farallonensis ingår i släktet Oreopanax och familjen Araliaceae. Inga underarter finns listade.